# Bologna Open 1986
L'ATP Bologna Outdoor 1986 è stato un torneo di tennis giocato sulla terra rossa. È stata la 2ª edizione dell'ATP Bologna Outdoor, che fa parte del Nabisco Grand Prix 1986. Si è giocato a Bologna in Italia, dal 9 al 15 giugno 1986.

## Campioni

### Singolare
Martín Jaite ha battuto in finale  Paolo Canè con il punteggio di 6–2, 4–6, 6–4

### Doppio
Paolo Canè /  Simone Colombo hanno battuto in finale  Claudio Panatta /  Blaine Willenborg con il punteggio di 6–1, 6–2